# Gymnopus loiseleurietoum
Gymnopus loiseleurietoum är en svampart som tillhör divisionen basidiesvampar, och som först beskrevs av M. M. Moser, Gerhold och Tobies, och fick sitt nu gällande namn av Vladimír Antonín och Machiel Evert ("Chiel") Noordeloos. Gymnopus loiseleurietoum ingår i släktet Gymnopus, och familjen Omphalotaceae. Arten har ej påträffats i Sverige.